# Дубравка (Братислава)
Дубравка (слч. Dúbravka) је градска четврт Братиславе, у округу Братислава IV, у Братиславском крају, Словачка Република.

## Становништво
Према подацима о броју становника из 2011. године градско насеље је имало 32.751 становника.

## Познате особе
- Леонард Тикл (*1902 – † 1973), СДБ, римокатолички свештеник, религијски затвореник (осуђен на 15 година затвора)[3]
- Густав Хусак (1913 – 1991), секретар Комунистичке партије Чехословачке од 1969. до 1987. и председник Чехословачке од 1975. до 1989. године.